# Enes Mahmutovic
Enes Mahmutovic (ur. 22 maja 1997 w Peciu) – luksemburski piłkarz pochodzenia czarnogórskiego występujący na pozycji obrońcy. Zawodnik klubu CSKA Sofia.

## Kariera klubowa
Mahmutovic karierę rozpoczynał w sezonie 2014/2015 w drużynie Fola Esch. W pierwszej lidze luksemburskiej zadebiutował 1 marca 2015 w wygranym 5:1 meczu z Victorią Rosport. W debiutanckim sezonie wraz z zespołem zdobył mistrzostwo Luksemburga, a w kolejnym wywalczył z nim wicemistrzostwo Luksemburga. Przez trzy sezony w barwach Foli rozegrał 25 spotkań.
W 2017 roku przeszedł do angielskiego Middlesbrough.

## Kariera reprezentacyjna
W reprezentacji Luksemburga Mahmutovic zadebiutował 13 listopada 2016 w przegranym 1:3 meczu eliminacji do Mistrzostw Świata 2018 z Holandią. Rozegrał wówczas całe spotkanie.